# Sisowath

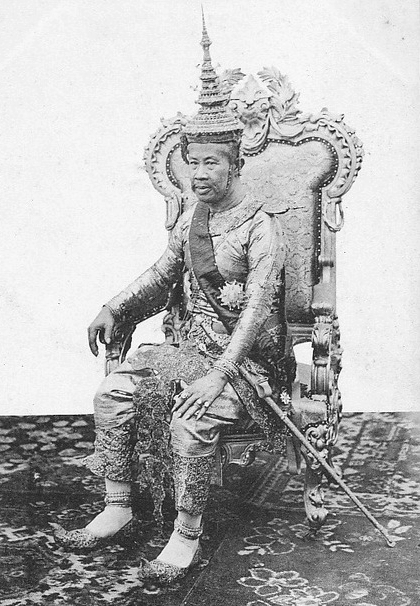
Vua Sisowath.

Vua Sisowath (tiếng Khmer: ស៊ីសុវត្ថិ, Sisŏvôtthĕ [ˈsiːsoʋat]; sinh ngày 7 tháng 9 năm 1840, mất ngày 9 tháng 8 năm 1927) là vua của Campuchia từ 1904 đến khi băng hà năm 1927.

## Thân thế
Sisowath sinh ra tại Odongk ở Campuchia. Ông là con trai của vua Ang Duong và là anh em cùng cha khác mẹ với hoàng tử Si Votha và vua Norodom.
Khi ông sinh ra, Cambodia đang bị Xiêm và Việt Nam tranh giành lãnh thổ. Gia đình của vua Ang Duong sống ở phần đất do Xiêm kiểm soát. Giống như vua Norodom, Sisowath học tại kinh đô Xiêm là Bangkok. Mãi đến năm 1860 ông mới quay về Cambodia khi phụ hoàng của ông là Ang Duong băng hà.
Năm 1904, khi Norodom băng hà, Sisowath đã lên ngôi vua Cambodia.
Năm 1927, ông băng hà và con trai ông là thái tử Sisowath Monivong kế vị ngôi vua.